# 1930-as labdarúgó-világbajnokság (döntő)
Az 1930-as labdarúgó-világbajnokság döntőjét 1930. július 30-án rendezték a montevideoi Estadio Centenarióban. Ez volt a futball történelem és a labdarúgó-világbajnokságok történetének legelső fináléja. A döntőben a házigazda Uruguay és Argentína találkozott.
A két ország válogatottja 2 évvel korábban az 1928. évi nyári olimpiai játékok labdarúgó tornáján is szintén a döntőben találkozott. A világbajnoki címet Uruguay hódította el, miután 4–2-re megnyerte a mérkőzést, így az Uruk birtokolhatták legelőször a FIFA világbajnoki trófeáját.

## Út a döntőig

### Eredmények
| Csapat  | M | Gy | D | V | G+ | G– | Gk | P |
| ------- | - | -- | - | - | -- | -- | -- | - |
| Uruguay | 2 | 2  | 0 | 0 | 5  | 0  | +5 | 4 |
| Románia | 2 | 1  | 0 | 1 | 3  | 5  | –2 | 2 |
| Peru    | 2 | 1  | 0 | 1 | 1  | 4  | –3 | 0 |

| Csapat        | M | Gy | D | V | G+ | G– | Gk | P |
| ------------- | - | -- | - | - | -- | -- | -- | - |
| Argentína     | 3 | 3  | 0 | 0 | 10 | 4  | +6 | 6 |
| Chile         | 3 | 2  | 0 | 1 | 5  | 3  | +2 | 4 |
| Franciaország | 3 | 1  | 0 | 2 | 4  | 3  | +1 | 2 |
| Mexikó        | 3 | 0  | 0 | 3 | 4  | 13 | –9 | 0 |

## A mérkőzés
| 1930. július 30. 15:30 UYT (UTC-3:30) |

| Uruguay                                   | 4 – 2               | Argentína                |
| ----------------------------------------- | ------------------- | ------------------------ |
| Dorado 12' Cea 57' Iriarte 68' Castro 89' | (1 – 2) Jegyzőkönyv | Peucelle 20' Stábile 37' |

| Estadio Centenario, Montevideo Nézőszám: 68 346 Játékvezető: John Langenus (Belgium) |

| Uruguay | Argentína |

| URUGUAY:             |  |                     |
|                      |  |                     |
| GK                   |  | Enrique Ballesteros |
| RB                   |  | José Nasazzi (C)    |
| LB                   |  | Ernesto Mascheroni  |
| RH                   |  | José Andrade        |
| CH                   |  | Lorenzo Fernández   |
| LH                   |  | Álvaro Gestido      |
| OR                   |  | Pablo Dorado        |
| IR                   |  | Héctor Scarone      |
| CF                   |  | Héctor Castro       |
| IL                   |  | Pedro Cea           |
| OL                   |  | Santos Iriarte      |
| Szövetségi kapitány: |  |                     |
| Alberto Suppici      |  |                     |

| ARGENTÍNA:                           |  |                      |
|                                      |  |                      |
| GK                                   |  | Juan Botasso         |
| RB                                   |  | José Della Torre     |
| LB                                   |  | Fernando Paternoster |
| RH                                   |  | Juan Evaristo        |
| CH                                   |  | Luis Monti           |
| LH                                   |  | Pedro Suárez         |
| OR                                   |  | Carlos Peucelle      |
| IR                                   |  | Francisco Varallo    |
| CF                                   |  | Guillermo Stábile    |
| IL                                   |  | Manuel Ferreira (C)  |
| OL                                   |  | Mario Evaristo       |
| Szövetségi kapitány:                 |  |                      |
| Francisco Olazar Juan José Tramutola |  |                      |

| Partjelzők: Ulises Saucedo (bolíviai) Henry Christophe (belga) |

| Az 1930-as labdarúgó-világbajnokság győztese |
| -------------------------------------------- |
| · Uruguay · 1. cím                           |